# Songbun
Thành phần xuất thân (tiếng Triều Tiên: 출신성분; McCune–Reischauer: ch'ulsin sŏngpun; Hán-Việt: xuất thân thành phần, từ Hán-Triều 出身, "xuất thân" và 成分, "thành phần") hay songbun (tiếng Triều Tiên: 성분; McCune–Reischauer: sŏngpun; Hán-Việt: thành phần) là hệ thống địa vị được quy chụp vốn vận hành tại Cộng hòa Dân chủ Nhân dân Triều Tiên. Dựa trên nền tảng chính trị, kinh tế và xã hội đời ông cha trực tiếp sinh ra một người cũng như là thái độ hành vi của bà con họ hàng thân thích của người đó, hệ thống thành phần xuất thân được dùng để xác định một cá nhân có được tín nhiệm hay không, được trao nhiều cơ hội bên trong phạm vi nước này, hoặc thậm chí là được nhận khẩu phần lương thực tương xứng.